# اريك راسيل
اريك راسيل (3 يوليو 1936 في المملكة المتحدة - ) (بالإنجليزية: Eric Russell)‏ هو لاعب كريكت بريطاني. شارك مع منتخب إنجلترا للكريكت.

## وصلات خارجية
- اريك راسيل على موقع إي آس بي آن كريك إنفو (الإنجليزية)